# Friedrich von Georgi
Friedrich von Georgi (Praga, 27 gennaio 1852 – Vienna, 23 giugno 1926) è stato un generale austro-ungarico e dal 1907 al 1917 ministro della difesa della Cisleitania.

## Biografia
Friedrich von Georgi nacque a Praga in Boemia. Il padre, un colonnello in riposo, lo fece intraprendere la carriere militare e dopo aver frequentato la scuola per gli allievi ufficiali a Hainburg sul Danubio passò alla accademia militare Teresiana. Nel settembre 1871 prese servizio come sottotenente nel battaglione Feldjäger n. 6.
Nel 1877 fu promosso tenente e un anno dopo si sposò. Dal matrimonio con Bertha Stamm nacquero quattro figli, due morirono però in tenera età. Dal 1879 al 1881 frequentò la scuola di guerra a Vienna e nel 1882 diventò ufficiale di stato maggiore nella 5ª Brigata da montagna dell'esercito comune durante la rivolta in Erzegovina scoppiata in seguito alla introduzione della leva militare.
Nel 1884 fu promosso capitano di seconda classe e un anno dopo seguì la promozione a capitano di prima classe. In quel periodo svolse vari rolli come ufficiale di stato maggiore nell'ufficio geografico (Landesbeschreibungsbüro) dello stato maggiore istituito presso il ministero delle guerra e presso il IV Corpo d'Armata austro-ungarico. Nel 1890 passò alle dipendenze del 27º Reggimento fanteria per passare nel 1891 allo stato maggiore della 15ª Divisione fanteria. Nello stesso anno fu promosso a maggiore. Nel 1893 fu nominato istruttore presso la scuola per gli ufficiali di stato maggiore dove, dopo un breve periodo al 100º Reggimento fanteria, presidiò dal 1894 come tenente colonnello la commissione di valutazione degli aspiranti ufficiali di stato maggiore. A fine 1896 seguì la promozione a colonnello.
Dal 1898 fu a capo di una sezione nel ministero della guerra a Vienna e nel 1901 ricevette come onorificenza per il lavoro svolto il titolo di nobile Edler von trasformato poi nel 1913 in Freiherr von. Nel 1903 passò dall'esercito comune alla k.k. Landwehr assumendo il comando della 42ª Brigata Landwehr e poco dopo fu promosso a maggior generale.
Nel 1906 divenne capo di una sezione nel ministero della difesa della Cisleitania. Fu considerato una persona dinamica con idee moderne che fece parte dello stretto cerchio di collaboratori del principe ereditario Francesco Ferdinando e del capo di stato maggiore austro-ungarico Franz Conrad von Hötzendorf entrambi sostenitori della modernizzazione delle forze armate dell'Impero austro-ungarico.
Già un anno dopo fu promosso a luogotenente feldmaresciallo e a fine anno fu nominato ministro della difesa della Cisleitania (k.k. Landesverteidigungsminister). Sotto la sua guida il ministero, con alle dipendenze la k.k. Landwehr, il k.k. Landsturm e la gendarmeria, fu profondamente modernizzato e la k.k. Landwehr portata agli stessi livelli dell'esercito comune, riuscendo soprattutto a convincere i deputati del parlamento della Cisleitania ad aumentare i finanziamenti per il suo ministero. Fino allo scoppio della prima guerra mondiale si dedicò con grande energia all'ampliamento e alla modernizzazione della k.k. Landwehr introducendo l'arma d'artiglieria finora assente e sviluppando con l'aiuto del suo amico Conrad von Hötzendorf le truppe da montagna, le k.k. Gebirgstruppe, una forza di élite delle forze armate dell'impero. Nel 1911 fu promosso a Generale di fanteria e nello stesso anno presentò due bozze di legge approvate poi l'anno successivo che portarono ad un aumento delle reclute. Nel 1912 istituì anche l'accademia militare per la k.k. Landwehr, la k.k. Franz Joseph Militärakademie, che applicò gli stessi standard della accademia militare teresiana e il liceo militare, la k.k. Militär-Oberrealschule, per la formazione del corpo ufficiale della k.k. Landwehr. Come particolare onorificenza per il lavoro svolto il 15º Reggimento fanteria dell'esercito comune fu nominato k.u.k. Infanterieregiment "Freiherr von Georgi" Nr. 15.
Allo scoppio della Prima guerra mondiale nell'estate 1914 chiese il comando di un'unità al fronte, ma la sua richiesta, come anche quelle successive, fu respinta perché le sue capacità politiche e organizzative furono ritenuti fondamentali per il ministero della difesa. Nel 1916 fu promosso a colonnello generale e nel corso della guerra, nella quale si impegno anche nell'organizzazione del servizio sanitario per i feriti, fu insignito con diversi onorificenze anche da parte degli altri imperi alleati. Dopo la morte di Francesco Giuseppe nel novembre 1916 fu uno dei pochi ministri che furono confermati dal nuovo imperatore Carlo. La sua carriera finì con la caduta del primo ministro della Cisleitania Heinrich Clam-Martinic e del suo governo nel luglio 1917. In seguito, a 66 anni compiuti, non poté più svolgere un ruolo attivo nel conflitto e fu messo a disposizione dell'imperatore che di fatto significò anche la fine del suo servizio attivo. Come conseguenza si ritirò dalla scena pubblica e si stabilì a Vienna dove morì nel 1926.

## Onorificenze
| I. | II. |
| --- | --- |
| Signum Laudis in bronzo (medaglia al merito militare) — 1890 Croce al merito militare — 1898 Ordine della Corona ferrea III classe — 1903 Cavaliere di I classe dell'Ordine dell'Aquila rossa — 1908 Ordine della Corona ferrea I classe — 1909 Ordine di Sant'Alessandro I classe — 1912 Cavaliere di Gran Croce dell'Ordine imperiale di Leopoldo — 1913 Cavaliere di Gran Croce dell'Ordine al merito militare di Baviera — 1914 Croce di Ferro II classe — 1914 Croce di Ferro I classe — 1914 | Stella della Croce di merito della Croce Rossa — 1915 Grande Signum Laudis in bronzo dorato — 1916, 1918 Cavaliere di Gran Croce dell'Ordine della corona del Württemberg — 1916 Croce mariana dell'Ordine teutonico — 1916 Medaglia della Croce Rossa prussiana di II e III classe — 1916 Ordine di Mejīdiyye I classe — 1916 Cavaliere di gran croce dell'Ordine reale di Alberto di Sassonia — 1917 Stella di Gallipoli — 1917 Medaglia d'oro Nişan-i Imtiyaz — 1917 |

Fonte